# Peter Graham Scott
Pour les articles homonymes, voir Scott et Peter Scott.
Peter Graham Scott (né le 27 octobre 1923 à East Sheen, en ce temps dans le Surrey et aujourd'hui à Londres, et mort le 5 août 2007 à Windlesham, dans le Surrey) était un réalisateur et producteur britannique.

## Biographie
Peter Graham Scott fut l'époux de l'actrice et scénariste Eve Martell de 1950 à sa mort en 2007.

## Filmographie partielle
Comme réalisateur
- 1957 : Account Rendered (en)
- 1960 : Les Seins de glace (The Rough and the Smooth)
- 1962 : Le Fascinant capitaine Clegg (Captain Clegg)
- 1962 : The Pot Carriers
- 1963 : Father Came Too! (en)

### Séries télévisées
- 1977 : Children of the Stones (en)